# Корозійностійкі матеріали

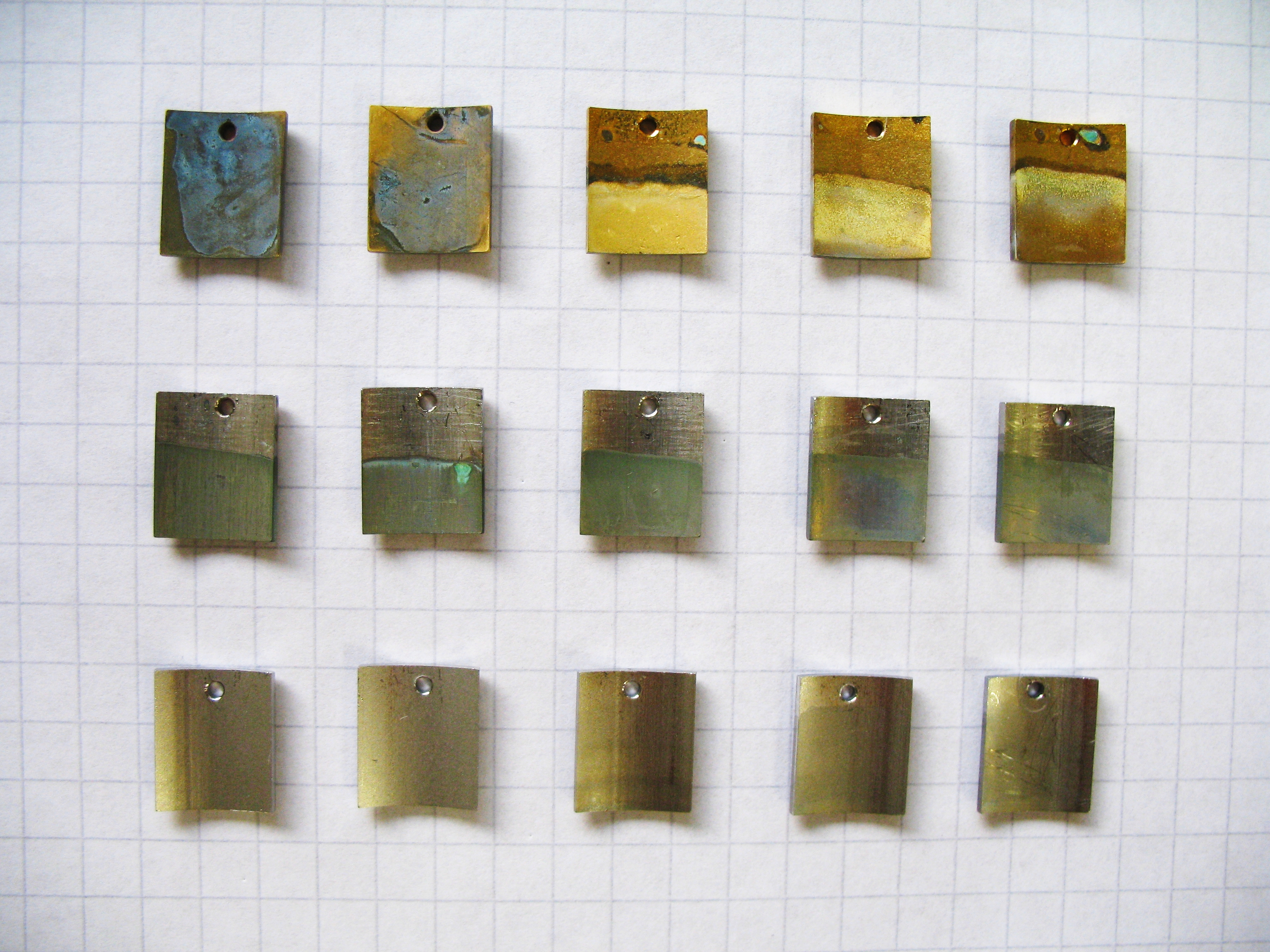
Зразки матеріалів після випробувань на корозію у солоній воді: алюмінієва бронза (верхній ряд), мідно-нікелевий сплав (середній ряд) та неіржавна сталь (нижній ряд)

Корозійностійкі́ матеріа́ли або корозієстійкі́ матеріа́ли (англ. Corrosion-resistant materials) — матеріали, що відзначаються підвищеною корозійною тривкістю. Розрізняють корозійностійкі матеріали: металеві, неметалеві (неорганічні та органічні) та композити на основі двох перших. За функціональним призначенням корозійностійкі матеріали бувають конструкційні та захисні. Під корозійною стійкістю матеріалу мають на увазі його здатність чинити опір корозії в конкретному середовищі чи групі середовищ. Матеріал, стійкий в одному середовищі, може інтенсивно руйнуватися в іншому.

## Металеві корозійностійкі матеріали
До металевих корозійностійких матеріалів належать: сталі і чавуни (у тому числі жаростійка сталь, жаростійкий чавун); сплави на основі алюмінію, міді (бронза, латунь), нікелю, ніобію, танталу, цирконію та інших елементів, корозійну стійкість яких підвищено легуванням а також благородні метали.

### Жаротривкі матеріали
Здатність матеріалів чинити опір окисненню при високих температурах (зазвичай, вище від 550 °С) у газоподібних середовищах (повітря, О2, СО2 тощо) називається жаротривкістю (жаростійкістю). До жаротривких матеріалів належать сплави заліза з хромом (неіржавні сталі), сплави титану, цирконію, молібдену, танталу. Не зважаючи на те, що жаротривкість переважно є властивістю матеріалу протистояти корозії але при високих температурах, жаротривкі матеріали зазвичай розглядають як окрему групу матеріалів поряд з корозійностійкими матеріалами, для яких корозійна стійкість розглядається для температур, нижчих від 550 °С.

### Стійкість металевих матеріалів за видами корозійних середовищ
Благородні метали: платина і золото є стійкими до окиснення в газоподібних і багатьох рідких середовищах.
У кислих окиснювальних середовищах, наприклад в азотній кислоті, корозійностійкими є хромонікелеві і хромисті неіржавні сталі. Найширше використовується хромонікелева аустенітна неіржавна сталь 1X18H10T (0,1 % С, 18…20 % Cr, 9…11 % Ni і 0,35…0,8 % Ti). Титан або його замінник ніобій вводяться для запобігання специфічному виду руйнування — міжкристалітній корозії. При вказаному вмісті нікелю сталь має аустенітну структуру, що забезпечує високу пластичність і технологічність при обробці, зокрема, зварюванні. Однак нікель є дорогим і дефіцитним легувальним елементом. Тому у низці аустенітних неіржавних сталей він частково або повністю замінений на марганець. Неіржавна сталь, що містить лише хром, гірше піддається технологічній обробці, але є міцнішою. Для виробів, від яких вимагається поєднання високої корозійної стійкості і міцності, використовують хромисті сталі мартенситного класу з вмістом 0,2…0,4 % С і 12…14 % Cr. Сталі з 25%-ним вмістом хрому характеризуються високою стійкістю, але мають малу міцність і погану оброблюваність.
У концентрованих азотній і сірчаній кислотах стійкими є залізо і низьколеговані (< 2…3 % легувальних елементів) сталі. Стійкість сталей у цих умовах обумовлюється їх здатністю до пасивування в результаті утворення на їх поверхні тонких, але дуже щільних оксидних плівок. Легування сталі хромом збільшує цю здатність. В гарячих розчинах сірчаної кислоти стійкими є сталі, леговані 25 % Cr, 25 % Ni, 2…3 % Cu, сплави титану, свинець. У середовищах, що містять хлориди аустенітні неіржавні сталі, а також сплави алюмінію зазнають виразкової корозії та схильні до особливого виду деградації — корозії під напруженням. Для боротьби з корозією під напруженням (корозійним розтріскуванням) підвищують вміст Ni в сталях до 40 % або вводять в них до 1,5 % Cu. В хлоридовмісних середовищах, у тому числі в розчинах соляної кислоти, стійкими є сплави титану і сплав на нікелевій основі, що включає молібден у ролі компонента — хастелой.
У природних водах (прісній та морській) при температурах до 100 °С стійкими є мідь та її сплави (бронза, латунь), а також алюміній та його сплави. Захисна оксидна плівка Al3O3, що утворюється на поверхні алюмінієвих сплавів забезпечує корозійну стійкість у вологій атмосфері та кислому середовищі зате легко розчиняється у лужних середовищах, що приводить до руйнування сплавів. Такі легувальні елементи, як мідь та залізо, що мають вищий електродний потенціал, погіршують корозійну стійкість алюмінієвих сплавів. Дюраліміній, легований міддю, за корозійною стійкістю поступається чистому алюмінію, на відміну від сплаві АМц, де легування здійснено манганом.
Титан за стійкістю до корозії завдяки пасивуванню поверхні оксидом ТіО2 поступається лише золоту та платині. Він зберігає корозійну стійкість навіть при нагріванні у вологій атмосфері. Титанові сплави мають високу стійкість до кавітаційної корозії у морській воді.

## Неметалеві корозійностійкі матеріали

### Неорганічні матеріали
Неметалевими неорганічними корозійностійкими матеріалами є: природні силікатні матеріали — андезит, базальт, граніт, бештауніт, діорит, кремнезем, кварцит та інші породи, що характеризуються високою кислототривкістю; доломіти, мармури, вапняки — із значною лугостійкістю, а також штучні силікатні матеріали — кам'яне литво, кварцове скло і скло силікатне, ситали, шлакоситали, кислотостійкі керамічні матеріали та емалі, кислотостійкий бетон, графіт, скловолокнисті матеріали тощо.

### Органічні корозійностійкі матеріали
Найпоширеніші органічні корозійностійкі матеріали — поліетилен, полістирол, фторопласт (тефлон). Однак їх можна застосовувати за температур не вище від 100…200 °С.

## Захисні покриття
Корозійну стійкість матеріалів можна підвищити, якщо нанести на них захисні покриття. Для захисту від атмосферної корозії широко застосовують цинкування, анодування, алітування, нікелювання, хромування, емалювання, а також нанесення органічних матеріалів — лакофарбових покриттів. Для уповільнення руйнування матеріалів в агресивних середовищах широко використовують інгібітори корозії.

## Використання
Корозійностійкі матеріали використовують при виготовленні хімічної апаратури, трубопроводів, виробів, що їх експлуатують в умовах діяння кислот, лугів, солей, хімічно агресивних газів тощо.
Кварцове скло, зокрема, є стійким у багатьох середовищах і широко використовується для виготовлення хімічного посуду. Для футерування металевих корпусів апаратів у виробництві мінеральних кислот широко застосовуються різноманітні природні матеріали (гірські породи: андезит, базальт тощо).